# J-Taz'sアニマルシェルター
J-Taz'sアニマルシェルターは、福岡県朝倉市に本部を置く動物愛護団体である。代表理事・細康徳。
2015年（平成27年）に、UKC Japanから現在の名称に変更している。また、2016年（平成28年）5月には、神奈川県寒川町のシェルターと京都シェルターを福岡県に移転している。

## 概要
2009年に法人設立し、以下の事業を行っている。
- 犬の飼育、しつけ方及び飼主のマナーなどに関する講習会等の開催
- 遺棄された犬の保護と、保護犬の新しい飼い主探し（里親制度）に関する事業
- 愛犬飼育管理士、トリマー、訓練士の育成とUKC JAPAN公認資格制度の確立・普及に関する事業
- アニマルシェルター（英語版）、ドッグカフェなど犬の福祉の向上と人間との交流を図る施設の設置及び運営
- 各犬種の育成とその血統を保持するための犬籍登録事業
- 犬の展覧会等のイベントの開催・運営に関する事業
- その他、附帯又は関連する一切の事業